# Bipleura
Bipleura is een geslacht van kevers uit de familie bladkevers (Chrysomelidae).
De wetenschappelijke naam van het geslacht werd in 1932 gepubliceerd door Laboissiere.

## Soorten
- Bipleura laboissiere Bechyne, 1957
- Bipleura singularis Laboissiere, 1932